# Efektivní hmotnost
Efektivní hmotnost je fyzikální veličina s rozměrem hmotnosti (m*), charakterizující dynamické vlastnosti částic, popřípadě kvazičástic v silovém poli. Na objekt s efektivní hmotností lze nahlížet jako na volnou částici s hmotností m* (například vodivostní elektron v silovém poli krystalové mřížky nebo skupina vázaných částic).
Tato hmotnost se obvykle uvádí v jednotkách hmotnosti elektronu me (9,11×10−31kg). V těchto jednotkách se pohybuje v rozmezí od 0,01 do 10, ale může být vyšší i nižší, například 1000 v materiálech s exotickými těžkými fermiony, nebo 0 v tzv. Diracově bodu v grafenu.
Efektivní hmotnost má významný vliv na vlastnosti pevných látek, od účinnosti solárních článků až po rychlost integrovaných obvodů.

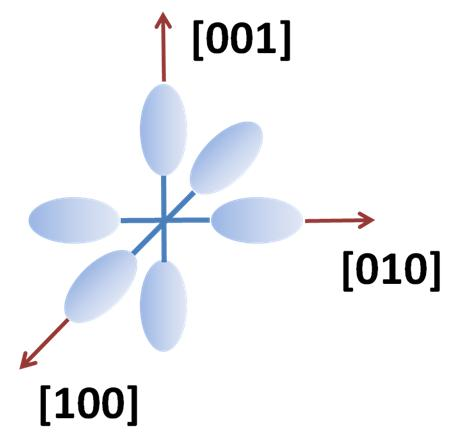
Elipsoidální plochy konstantní energie v křemíku, blízko šestého minima pásma vodivosti. Podélné a příčné efektivní hmotnosti jsou m_{ℓ} =0.92m_{0} a m_{t} = 0.19m_{0 } ,kde m_{0} je hmotnost elektronu.

## Definice
Když se elektron pohybuje uvnitř pevného materiálu, okolní atomy ovlivňují jeho pohyb, který pak nelze popsat Newtonovými zákony. Pojem efektivní hmotnost byl zaveden, aby pohyb elektronu mohl být popsán Newtonovými zákony. Efektivní hmotnost může být záporná nebo jiná dle okolností. Obecně platí, že v nepřítomnosti elektrického nebo magnetického pole se efektivní hmotnost nepoužívá.

Pásové struktury Si, Ge, GaAs a InAs generované modelem těsné vazby. Všimněte si, že Si a Ge jsou nepřímé polovodiče s minimy v X a L, zatím co GaAs a InAs jsou přímé polovodiče (minima a maxima ve stejném bodě).

Efektivní hmotnost je definována podobně jako Newtonův druhý zákon F = ma. S využitím kvantové mechaniky lze ukázat, že pro elektron ve vnějším elektrickém poli E, se zrychlením aℓ ve směru souřadnice ℓ platí:
{\displaystyle a_{\ell }={{1} \over {\hbar ^{2}}}\sum _{m}\cdot {{\partial ^{2}\varepsilon ({\boldsymbol {k}})} \over {\partial k_{\ell }\partial k_{m}}}qE_{m}}
kde je ℏ = h/2π redukovaná Planckova konstanta, k je hybnost (od k = p / ℏ pro volné elektrony), ε (k) je energie jako funkce k, nebo také vztahový rozptyl.
Pro volné částice je disperzní relace kvadratická, takže efektivní hmotnost je konstantní(a stejná jako reálná hmotnost). V krystalu je situace mnohem komplikovanější. Disperzní relace není ve velkém měřítku ani přibližně kvadratická. Avšak každé minimum na disperzní relaci, může být aproximováno kvadratickou křivkou v malé oblasti kolem onoho minima, například:
{\displaystyle {\frac {1}{\hbar ^{2}}}\varepsilon ({\boldsymbol {k}})\approx {\frac {1}{\hbar ^{2}}}\varepsilon ({\boldsymbol {k}}=0)+{\frac {1}{m_{x}}}k_{x}^{2}+{\frac {1}{m_{y}}}k_{y}^{2}+{\frac {1}{m_{z}}}k_{z}^{2}\ ,}
kde se předpokládá, že minimum nastane v k=0. V mnoha polovodičích nenastává v k=0. Například u křemíku, pásmo vodivosti má šest symetricky lokalizovaných minim kolem Δ = [100] symetrie linky k-prostoru. Konstantní povrchová napětí jsou v tomto minimu elipsoidy orientované podle osy k-prostoru (viz obrázek).
V kontrastu, díry v horní části valenčního pásu křemíku jsou klasifikovány jako lehké a těžké a pásmová energie pro dva typy je dána složitým vztahem:
{\displaystyle \varepsilon ({\boldsymbol {k}})=Ak^{2}\pm {\sqrt {B^{2}k^{4}+C^{2}\left(k_{x}^{2}k_{y}^{2}+k_{y}^{2}k_{z}^{2}+k_{z}^{2}k_{x}^{2}\right)}}\ ,}
což vede k tzv. zborcené energetické ploše. Parametry A, B a C jsou konstanty nezávislé na vlnovém vektoru. Toto chování je zde uvedeno, jako upozornění pro čtenáře, že pro nosiče je běžná spíše neparabolická energie vztahů vlnových vektorů.
Může to být zjednodušeno pro elektrony, které mají téměř minimální energii a kde je efektivní hmotnost stejná ve všech směrech, zde se hmotnost zaokrouhlí jako skalární {\displaystyle m*}:
{\displaystyle m^{*}=\hbar ^{2}\cdot \left[{{d^{2}\varepsilon } \over {dk^{2}}}\right]^{-1}\ .}
V oblasti daleko od minima je efektivní hmotnost záporná, nebo se blíží nekonečnu. Efektivní hmotnost je obecně tenzor závislý na směru s ohledem na (Millerův index). V mnoha výpočtech však mohou být směry mimo průměr.
Efektivní hmotnost by neměla být zaměňována s redukovanou hmotností, což je pojem Newtonovy mechaniky. Efektivní hmotnost lze chápat pouze díky kvantové mechanice.

## Odvození
Ve volném elektronovém modelu je elektronová vlnová funkce dána {\displaystyle e^{ik\cdot z}}. Pro vlnový balík je grupová rychlost dána vztahem:
{\displaystyle v={{d\omega } \over {dk}}} = {\displaystyle {{1} \over {\hbar }}\cdot {{d\varepsilon } \over {dk}}}
Nyní můžeme říci:
{\displaystyle \hbar \cdot {{dk} \over {dt}}={{dp} \over {dt}}=m^{*}\cdot {{dv} \over {dt}}}
kde p je hybnost elektronu. Dosadíme výraz pro grupovou rychlost do této poslední rovnice a dostaneme:
{\displaystyle {{\hbar } \over {m}^{*}}\cdot {{dk} \over {dt}}={{1} \over {\hbar }}\cdot {{d} \over {dt}}{{d\varepsilon } \over {dk}}={{1} \over {\hbar }}\cdot {{d^{2}\varepsilon } \over {dk^{2}}}{{dk} \over {dt}}}
Z toho vyplývá definice efektivní hmotnosti:
{\displaystyle {{1} \over {m}^{*}}={{1} \over {\hbar ^{2}}}\cdot {{d^{2}\varepsilon } \over {dk^{2}}}}
Alternativní odvození může vycházet z hamiltoniánu volné částice pomocí De Broglieovy hypotézy:
{\displaystyle {H={{p^{2}} \over {2m}}={{\hbar ^{2}k^{2}} \over {2m}}}}
a ztotožněním hamiltoniánu s celkovou energií:
{\displaystyle {{1} \over {m}}={{1} \over {\hbar ^{2}}}\cdot {{d^{2}\varepsilon } \over {dk^{2}}}}

## Efektivní hmotnosti pro známé polovodiče
Efektivní hmotnost se používá při výpočtu přenosů, jako je transport elektronů vlivem polí nebo gradient nosičů, ale také se používá pro výpočet hustoty stavů. Tyto hodnoty spolu souvisí, ale nejsou stejné, protože směry hmotnosti a vlnových vektorů jsou odlišné. „Hustoty stavů efektivních hmotností“ jsou uvedeny v následující tabulce pro několik případů.
| Materiál   | Elektronová efektivní hmotnost | Čistá efektivní hmotnost |
| ---------- | ------------------------------ | ------------------------ |
| Skupina IV |                                |                          |
| Si (4.2K)  | 1.08 me                        | 0.56 me                  |
| Ge         | 0.55 me                        | 0.37 me                  |
| III-V      |                                |                          |
| GaAs       | 0.067 me                       | 0.45 me                  |
| InSb       | 0.013 me                       | 0.6 me                   |
| II-VI      |                                |                          |
| ZnO        | 0.19 me                        | 1.21 me                  |
| ZnSe       | 0.17me                         | 1.44 me                  |

## Experimentální určení
Efektivní hmotnost byla tradičně měřena pomocí elektron-cyklotronové rezonance, což je metoda, ve které mikrovlnná absorpce polovodičů ponořených do magnetického pole prochází ostrým vrcholem, když se mikrovlnná frekvence rovná cyklotronové frekvenci {\displaystyle \omega _{c}={\frac {eB}{m^{*}}}}. V posledních letech se zjišťuje efektivní hmotnost spíše pomocí měření pásové struktury technikou jako je úhlové řešení fotoemise (ARPES) nebo nejpřesněji de Haas-van Alphenovým efektem. Efektivní hmotnost lze odhadnout pomocí koeficientu γ lineárního členu v měrném teple při konstantním objemu cv. Měrné teplo závisí na efektivní hodnotě hustotou stavů na Fermiho hladině a jako takovým je měřítkem degenerace stejně jako pásového zakřivení. Velké odhady nosné hmotnosti z konkrétních měření teploty daly vzniknout konceptu těžkých fermionových materiálů. Vzhledem k tomu, že nosič mobility závisí na poměru životnosti nosiče kolize τ s efektivní hmotností, může být hmotnost v zásadě určena z měření přenosu, avšak tato metoda není praktická, protože pravděpodobnost srážky nosiče většinou není známa předem.

## Význam
Jak ukazuje tabulka III-V, sloučeniny založené na GaAs a InSb mají daleko menší efektivní hmotnost než čtyřmocné materiály skupiny IV jako jsou Si a Ge. V nejjednodušším Drudově obrazu elektronického transportu je maximální dosažitelná rychlost nosičů náboje nepřímo úměrná efektivní hmotnosti: {\displaystyle {\vec {v}}={\begin{Vmatrix}\mu \end{Vmatrix}}\cdot {\vec {E}}} kde {\displaystyle {\begin{Vmatrix}\mu \end{Vmatrix}}={\frac {e\tau }{\begin{Vmatrix}m^{*}\end{Vmatrix}}}} s {\displaystyle e} elektricky nabitým. Konečná rychlost integrovaných obvodů závisí na rychlosti nosiče a tedy na nízké efektivní hmotnosti, to je důvod proč se používají deriváty GaAs místo Si ve vysoce širokopásmových aplikacích, jako jsou mobilní telefony.